# Ancuța Bobocel
Ancuța Bobocel (née le 3 octobre 1987 à Drobeta Turnu-Severin) est une athlète roumaine spécialiste du 3 000 mètres steeple.

## Carrière
Elle se révèle à l'âge de quinze ans lors de la saison 2003 en remportant la médaille d'argent du 2 000 mètres steeple des Championnats d'Europe juniors de Tampere. Figurant parmi les meilleurs espoirs de l'athlétisme roumain, elle se classe deuxième des Championnats du monde juniors 2004 et obtient une nouvelle médaille d'argent lors de l'édition suivante, en 2006. Elle établit à cette occasion à Pékin un nouveau record d'Europe juniors de la discipline en 9 min 49 s 03. Elle se distingue par ailleurs dans l'épreuve du cross-country en enlevant le titre continental juniors en 2005.
Elle est sélectionnée pour les Jeux olympiques d'été de 2008 mais est éliminée dès les séries.
En 2009, Ancuța Bobocel devient championne d'Europe espoirs du 3 000 m steeple en 9 min 47 s 90 à Kaunas. Elle participe aux Championnats du monde de Berlin mais est éliminée en série. En octobre, elle remporte les Jeux de la Francophonie à Beyrouth.
En 2010, elle participe aux championnats du monde en salle à Doha sur 3 000 m mais ne parvient pas à atteindre la finale. En juillet, elle termine huitième des championnats d'Europe à Barcelone sur 3 000 m steeple.
Elle remporte une seconde fois les Jeux de la Francophonie en 2013 à Nice sur 3 000 m steeple.
En 2016, elle est sélectionnée pour les Jeux Olympiques de Rio et termine treizième de sa série et ne se qualifie pas pour la finale.
Le 12 août 2018, Bobocel termine à la 8e place de la finale du 5 000 m des championnats d'Europe de Berlin en 15 min 16 s 13, record personnel.

## Palmarès
| Date | Compétition                            | Lieu              | Résultat | Épreuve       | Temps           |
| ---- | -------------------------------------- | ----------------- | -------- | ------------- | --------------- |
| 2003 | Championnats d'Europe juniors          | Tampere           | 2e       | 2 000 m st.   | 6 min 32 s 23   |
| 2004 | Championnats du monde juniors          | Grosseto          | 2e       | 3 000 m st.   | 9 min 49 s 03   |
| 2004 | Championnats d'Europe de cross         | Tilburg           | 2e       | Cross-country | 15 min 57 s     |
| 2004 | Championnats d'Europe de cross         | Tilburg           | 1re      | Par équipes   | 51 pts          |
| 2005 | Championnats d'Europe juniors          | Kaunas            | 2e       | 3 000 m st.   | 10 min 14 s 29  |
| 2005 | Championnats d'Europe de cross         | Tilburg           | 1re      | Cross-country | 15 min 23 s     |
| 2005 | Championnats d'Europe de cross         | Tilburg           | 2e       | Par équipes   | 48 pts          |
| 2006 | Championnats du monde juniors          | Pékin             | 2e       | 3 000 m st.   | 9 min 46 s 19   |
| 2006 | Championnats d'Europe de cross         | San Giorgio s. l. | 3e       | Cross-country | 12 min 51 s     |
| 2006 | Championnats d'Europe de cross         | San Giorgio s. l. | 3e       | Par équipes   | 83 pts          |
| 2007 | Championnats des Balkans en salle      | Le Pirée          | 1re      | 3 000 m       | 9 min 06 s 15   |
| 2007 | Championnats d'Europe en salle         | Birmingham        | 11e      | 3 000 m       | 9 min 18 s 76   |
| 2007 | Championnats d'Europe espoirs          | Debrecen          | 2e       | 3 000 m st.   | 9 min 41 s 84   |
| 2008 | Finale mondiale                        | Stuttgart         | 7e       | 3 000 m st.   | 9 min 37 s 89   |
| 2009 | Championnats des Balkans en salle      | Le Pirée          | 1re      | 1 500 m       | 4 min 17 s 79   |
| 2009 | Championnats d'Europe en salle         | Turin             | 7e       | 3 000 m       | 8 min 59 s 78   |
| 2009 | Championnats d'Europe par équipes      | Bergen            | 1re      | 3 000 m st.   | 9 min 42 s 87   |
| 2009 | Championnats d'Europe espoirs          | Kaunas            | 1re      | 3 000 m st.   | 9 min 47 s 90   |
| 2009 | Universiade                            | Belgrade          | 2e       | 3 000 m st.   | 9 min 38 s 14   |
| 2009 | Finale mondiale                        | Thessalonique     | 9e       | 3 000 m st.   | 9 min 39 s 92   |
| 2009 | Jeux de la Francophonie                | Beyrouth          | 1re      | 3 000 m st.   | 10 min 05 s 01  |
| 2010 | Championnats d'Europe                  | Barcelone         | 7e       | 3 000 m st.   | 9 min 41 s 20   |
| 2012 | Championnats d'Europe                  | Helsinki          | 4e       | 3 000 m st.   | 9 min 41 s 32   |
| 2013 | Championnats d'Europe en salle         | Göteborg          | 11e      | 3 000 m       | 9 min 18 s 37   |
| 2013 | Championnats du monde                  | Moscou            | 13e      | 3 000 m st.   | 9 min 53 s 35   |
| 2013 | Jeux de la Francophonie                | Nice              | 1re      | 3 000 m st.   | 9 min 46 s 82   |
| 2015 | Championnats des Balkans               | Pitești           | 2e       | 5 000 m       | 15 min 56 s 00  |
| 2015 | Championnats d'Europe de cross         | Hyères            | 5e       | Cross-country |                 |
| 2016 | Championnats des Balkans en salle      | Istanbul          | 1re      | 3 000 m       | 9 min 09 s 09   |
| 2016 | Championnats des Balkans               | Pitești           | 1re      | 3 000 m st.   | 9 min 46 s 34   |
| 2016 | Championnats d'Europe de cross         | Chia              | 4e       | Cross-country |                 |
| 2017 | Championnats d'Europe en salle         | Belgrade          | 11e      | 3 000 m       | 9 min 05 s 74   |
| 2018 | Championnats du monde de semi-marathon | Valence           | 15e      | Semi-marathon | 1 h 10 min 21 s |
| 2018 | Coupe d'Europe du 10 000 m             | Londres           | 2e       | 10 000 m      | 31 min 43 s 12  |
| 2018 | Championnats d'Europe                  | Berlin            | 8e       | 5 000 m       | 15 min 16 s 13  |
| 2018 | Championnats d'Europe                  | Berlin            | —        | 10 000 m      | DNF             |

## Records
| Épreuve         | Épreuve   | Performance    | Lieu       | Date            |
| --------------- | --------- | -------------- | ---------- | --------------- |
| 800 m           | Plein air | 2 min 02 s 72  | Bucarest   | 6 juillet 2008  |
| 800 m           | En salle  | 2 min 04 s 27  | Bucarest   | 29 janvier 2011 |
| 1 500 m         | Plein air | 4 min 13 s 20  | Budapest   | 20 juin 2010    |
| 1 500 m         | En salle  | 4 min 08 s 13  | Stuttgart  | 4 février 2011  |
| 3 000 m         | Plein air | 9 min 10 s 58  | Bucarest   | 26 mai 2007     |
| 3 000 m         | En salle  | 8 min 52 s 86  | Birmingham | 16 février 2013 |
| 5 000 m         | Plein air | 15 min 16 s 13 | Berlin     | 12 août 2018    |
| 10 000 m        | Plein air | 31 min 43 s 12 | Londres    | 19 mai 2018     |
| 3 000 m steeple | Plein air | 9 min 25 s 70  | Stockholm  | 17 août 2012    |